# Аретей из Каппадокии
Арете́й из Каппадо́кии (др.-греч. Ἀρεταῖος ὁ Καππαδόκης; вторая половина I века, вероятно, Каппадокия, — первая половина II века, Александрия) — выдающийся древнеримский античный медик и философ, чьи труды сохранились до настоящего времени. Известен в первую очередь трудами по психиатрии, эндокринологии и другим областям медицины: первым обратил внимание на переход меланхолии в манию, что расценивается как первое в истории психиатрии указание на БАР (биполярное аффективное расстройство), описал все известные тогда психические болезни; укоренил в клинике термин «диабет»; первым описал с клинической точки зрения обморок и целиакию; дал ценные указания на анатомию, физиологию и клинику паралича.
Аретей родился в Каппадокии (историческая область на территории современной Турции), жил в период принципата Домициана, Нервы, Траяна и Адриана. О жизни Аретея сохранилось лишь немного достоверной информации, однако его труды заслужили широкое признание в XVI—XIX веках.

## Биография

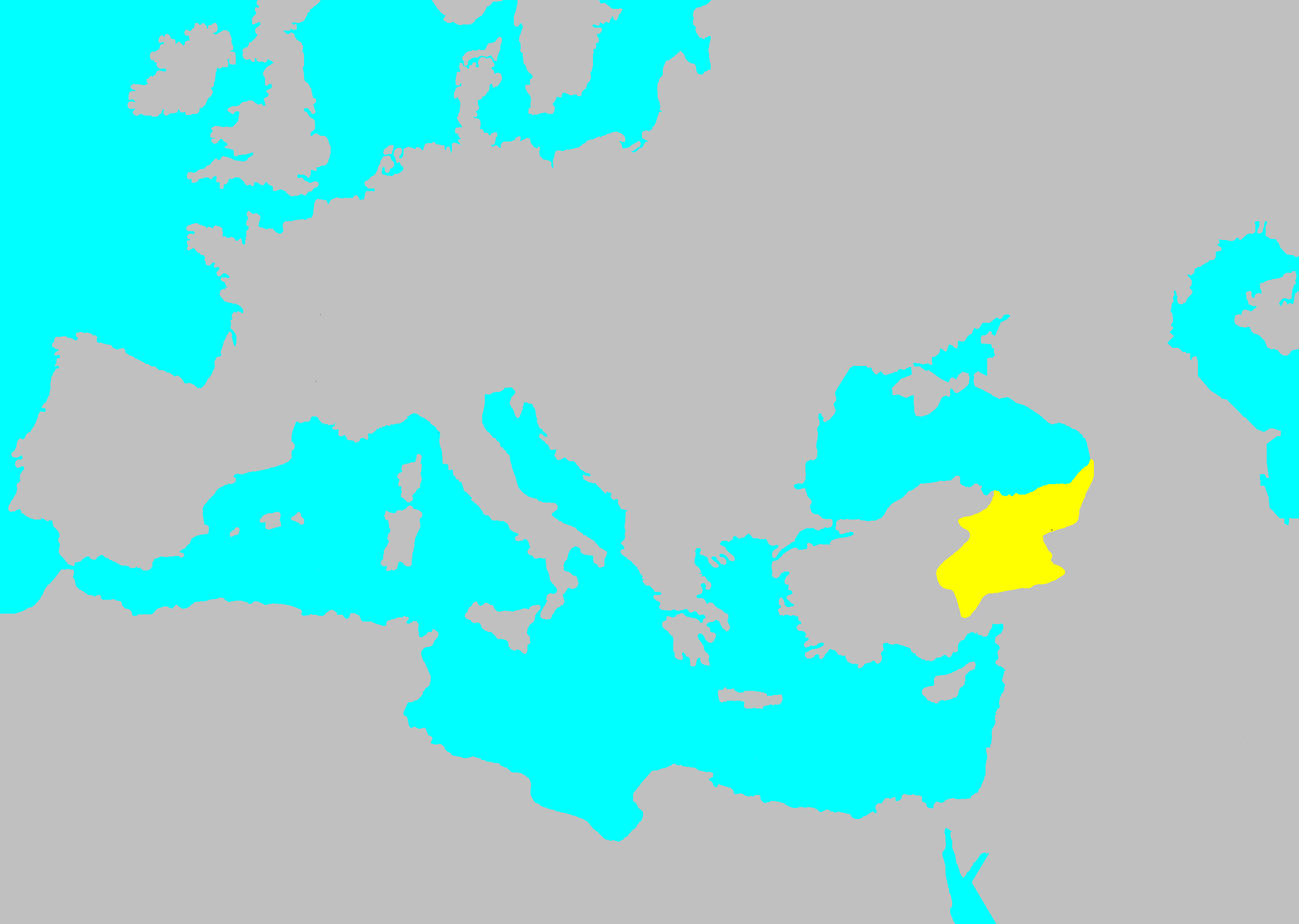
Расположение Каппадокии в составе Римской империи

Известно, что медицинское образование Аретей получил в Александрии, то есть принадлежал к Александрийской школе. Этим объясняется его блестящее знание анатомии человека. Аретей упоминает Египет в своих трудах, его географию, а также эндемические для него болезни и методы терапии. Также некоторые учёные считают, что он занимался врачебной практикой в Риме. Возможно, он знал римского врача Андромаха, придворного врача Нерона.
Согласно Энциклопедическому словарю Брокгауза и Ефрона Аретей из Каппадокии: «пользовался у древних славою лучшего после Гиппократа исследователя болезней». Однако, Гален не упоминал об Аретее. Цитировать Аретея начали только в IV веке. Видимо, цитировали его нечасто из-за того, что он писал на малоупотребляемом ионийском диалекте. Он писал на этом диалекте, подражая Гиппократу, благодаря чему и тогдашним современникам и современным учёным он был довольно труднодоступен.
Аретей из Каппадокии скончался в 130-х годах в городе Александрии.

## Философские взгляды
По философскому мировоззрению Аретей был стоиком-пневматиком, приверженцем античного философского и медицинского учения, утверждающего, что в дыхании-пневме, хранится жизненное начало, а влияют на пневму, как и в гуморальной теории Гиппократа, кровь, слизь, желчь и чёрная желчь. Хотя иногда его причисляют и к школе эклектиков, как и близкого к нему Архигена.
Аретей включил в свои труды сочинения Архигена. К этому склоняются большинство авторитетных учёных, таких как Велльманн, Ф. Кудлиен и Ю. В. Каннабих. Велльманн утверждал, что Аретей — обыкновенный имитатор Архигена, то есть, подражая ему, фактически переписал его труды своими словами (что, видимо, не совсем справедливо).
Несмотря на то, что Аретей всё же скорее был пневматиком-теоретиком, он иногда отклонялся от их взглядов. Как практик он всё же был ближе к эклектикам. Эклектика его проявлялась в смешивании учения пневматиков с тщательным изучением анатомии, характерным для догматиков и наблюдениям и экспериментам, как у эмпириков. Болезни же он классифицировал согласно методической школе. Видимо, это ещё одна причина, почему большинство современных ему медиков-пневматиков редко его цитировали. Аретей — единственный пневматик, чьи труды дошли до нашего времени, описаны самим автором, а не в виде цитат.

## Достижения

### Психиатрия

#### Меланхолия и мания. Намёк на БАР

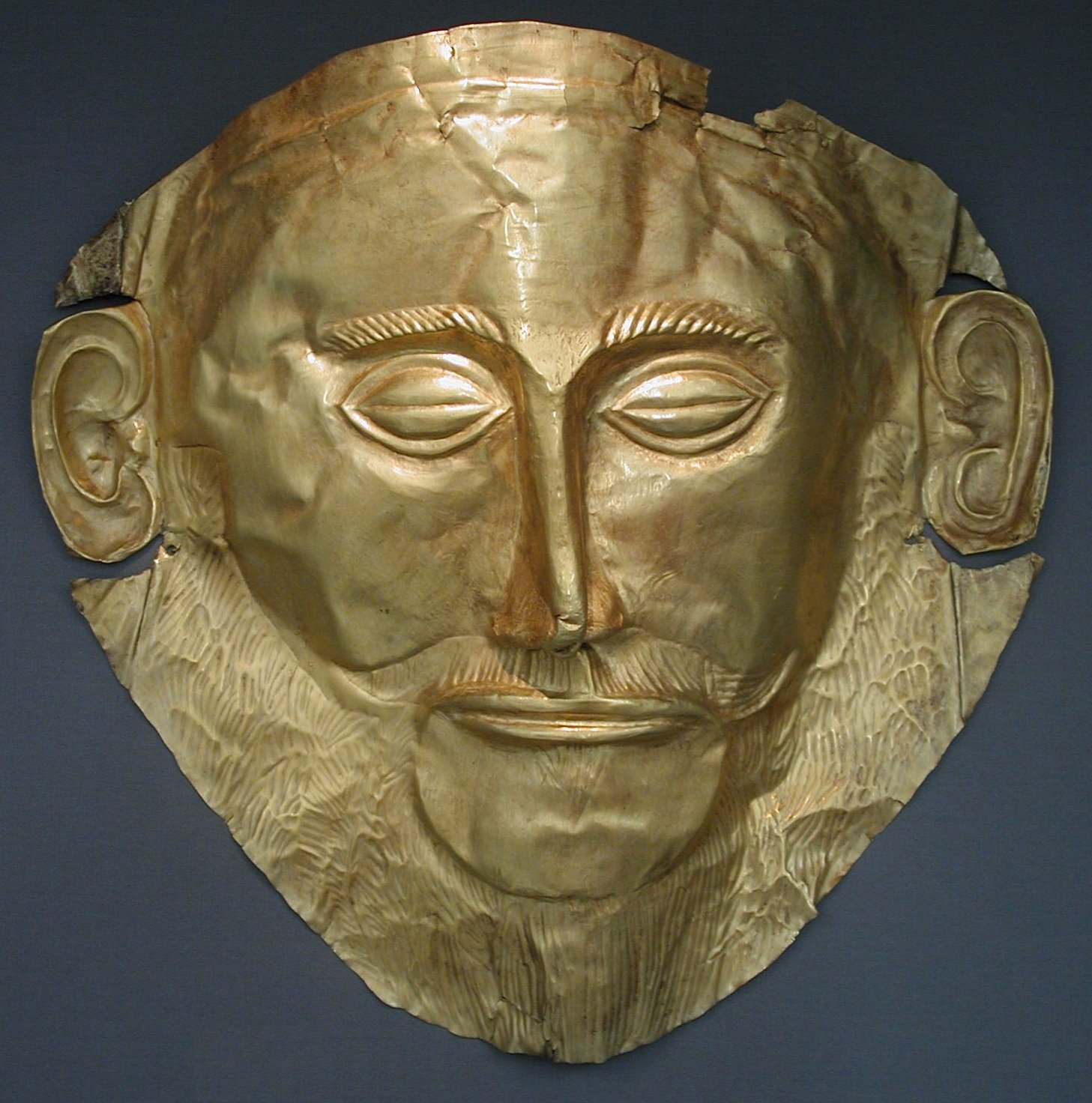
Посмертная маска Агамемнона. Аретей привёл душевное волнение царя Агамемнона как случай психогенной меланхолии.

В психиатрическом мировоззрении Аретей придерживался учения Гиппократа, однако развил его. Признавая, что меланхолию вызывает чёрная желчь, заливающая диафрагму и проникающая в желудок (поддерживая соматогенную теорию её происхождения), он указывает на явления психогении. Аналогичное состояние, считает он, может вызвать, например, угнетающее, печальное событие. Психогенную меланхолию Аретей определяет как «угнетённое состояние души, сосредоточившейся на какой-либо мысли» (лат. Animi moeror propter certain opinionem). Грустная идея может образоваться без важных на то причин, как сказал сам Аретей «лат. sine manifesta gravis causa».
Однако, может быть и так, как в приведённом медиком примере царя Агамемнона после душевного волнения:
…встал Агамемнон

Гневом волнуем; ужасной в груди его мрачное сердце

Злобой наполнилось; очи его засветились, как пламя.(Илиада 1 105—104)
Одним из признаков меланхолии Аретей описал психомоторное торможение:

«Характерные видимые черты, следовательно, не являются вовсе незаметными, так как пациенты угрюмы, подавлены, апатичны без всякой видимой причины — таково начало меланхолии».

В античной психиатрии под понятием «меланхолия» скрывалось не только то, что мы понимаем сейчас: особый темперамент, или депрессия. В неё также входили обсессивные, ипохондрические и даже бредовые состояния. Аретей из Каппадокии предвосхитил учение К. Вернике, описав в курсе меланхолии сверхценные идеи. Среди других симптомов медик при меланхолии описал бессонницу и ночные кошмары.

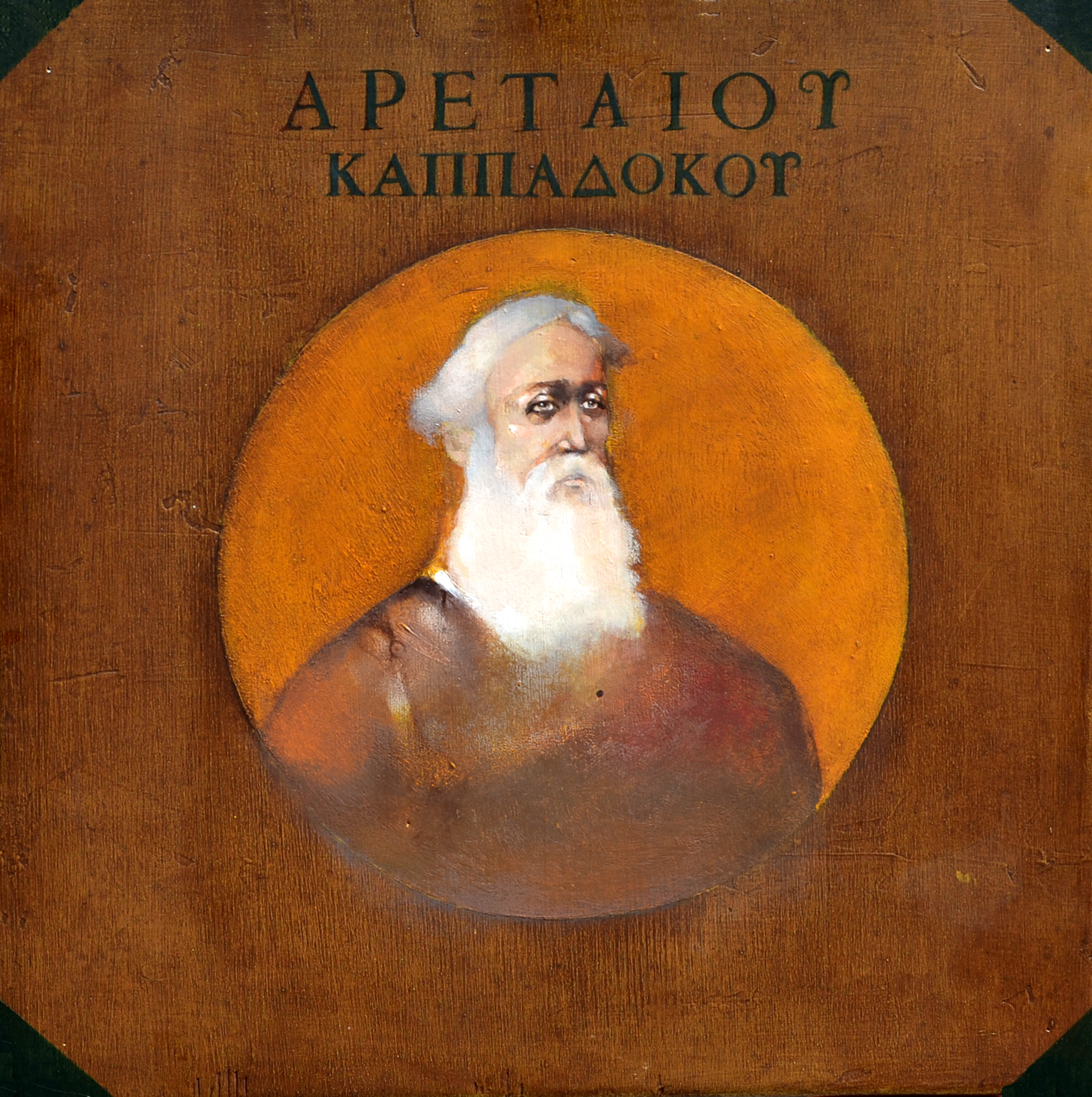
Аретей из Каппадокии

В целом Аретей определял меланхолию, как «подавленное состояние при наличии той или иной неправильной (бредовой) идеи и при отсутствии лихорадки». Также Аретей описал атипичные варианты меланхолии: «Симптомы нечёткие: они тихи, либо дисфоричны, грустны, либо апатичны. Кроме того, они могут быть злы без причины и вдруг паниковать».
Прогноз при меланхолии по Аретею двоякий. Возможно нарастание апатии и абулии, с явлениями полного распада личности: лат. more brutorum vitain exigent («глубокое безумие изгоняет жизнь»). Такая картина даёт возможность сделать предположение, что в обширный комплекс меланхолии Аретей включил Dementia praecox — шизофрению. О. Ф. Ерышев и А. М. Спринц даже указывают, что, видимо, это было описание именно простого подтипа шизофрении.
В дальнейшем течении меланхолии, по Аретею, возможны также судороги и паралич. По этой причине это советский историк психиатрии Ю. В. Каннабих склоняется к тому, что античный мир мог знать прогрессивный паралич. Однако в обычных случаях меланхолии прогноз считался всё же позитивным. Лечил меланхолию Аретей по Гиппократу.
Более известны труды Аретея по мании. В древности это была также чрезвычайно обширная группа заболеваний. Аретей отделил от неё опьянение, отравления, в том числе беленой и старческие заболевания (отличающиеся беспрерывностью и неизлечимостью). Также античный медик проводил дифференциальную диагностику мании и френита. Однако всё же в манию, по Аретею, также входил большой спектр современных болезней. Во-первых, это был классический маниакальный синдром, в курсе которого также была описана гневливая мания, онейроидная мания, её бредовый вариант, явление гипермнезии и слуховых галлюцинаций. Во-вторых, это были явления панических атак на примере агорафобии. В-третьих, эротомания (сатириазис) и, наконец, дромомания. В курсе мании была также описана крайняя степень маниакального возбуждения. Было отмечено, что мания начинается чаще в раннем юношеском возрасте, а обостряется чаще весной.
Ценнейшим было наблюдение о возможном чередовании меланхолии и мании — одно из первых указаний на биполярное аффективное расстройство (БАР) за 18 веков до его описания Ж.-П. Фальре и Ж. Г. Ф. Байярже в 1854 году. Это значительное открытие осталось неоценённым.. Однако, через широкие рамки этих состояний в древней медицине, видимо, считать его первооткрывателем этой болезни нецелесообразно.

#### Эпилепсия. Френит. Деменция. Истерия
Аретей знал о том, что эпилепсия даёт психотические явления и ведёт к концентрическому слабоумию. Саму эпилепсию он описывает довольно подробно, в том числе эпилептический припадок.
Интересно описание лечения Аретеем френита с точки зрения современной гигиены: необходимый размер палаты, отсутствие на стене выступов в виду возможных у больного парейдолий, достаточная вентиляция, тишина, необходимость фиксации и рекомендация проведывать таких больных друзьями. Этиологию френита медик связывал с заболеванием волос и кожи головы, объясняя это тем, что больным становится легче от холодного компресса на голову и её смачивания прохладной водой.
Отделив от понятия «мания» старческое слабоумие, Аретей, вероятно, впервые различает острые и хронические органические психические расстройства, называя острые (преходящие) делирием, а хронические и необратимые — деменцией.
При описании истерии Аретей в точности повторяет ошибки и заблуждения своих предшественников в психиатрии Гиппократа и Платона. Учёный делает лишь обзор учений предшественников об этой болезни. Матку он сравнивает с животным, которое может блуждать по организму женщины и реагировать на разные раздражители независимо от её организма.

### Эндокринология. Сахарный диабет

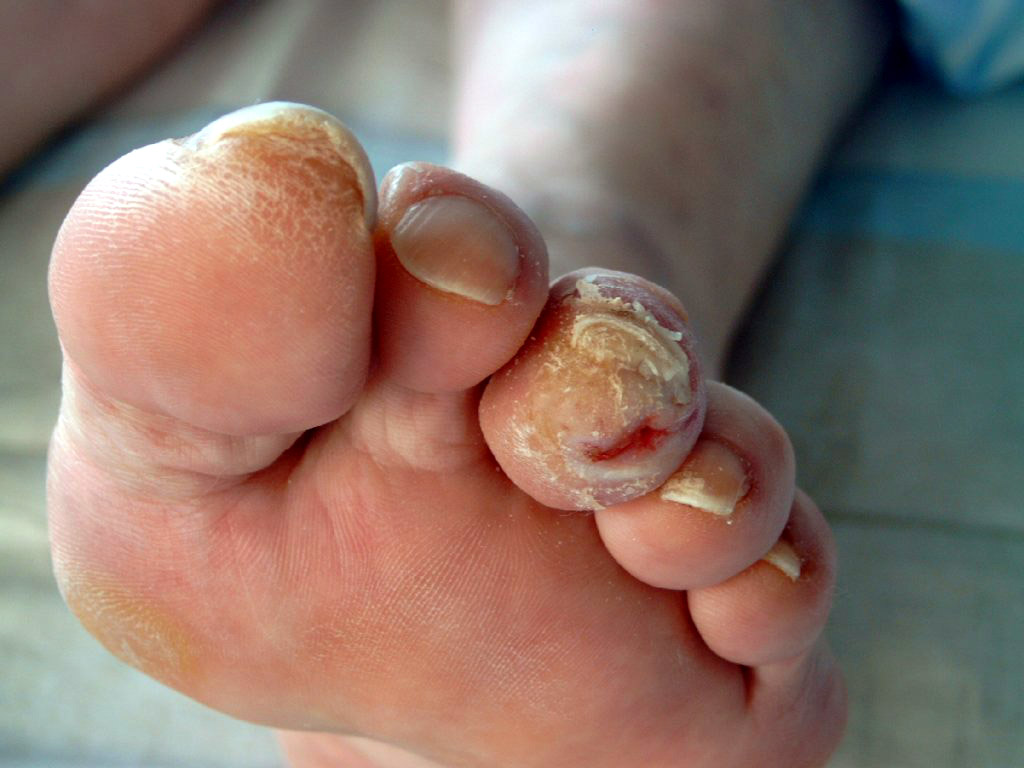
Аретей первым описал сахарный диабет с клинической точки зрения. Вид диабетической стопы.

Аретей Каппадокийский первым описал сахарный диабет с клинической точки зрения. Сам термин «диабет» ввёл Деметриос из Апамании во II в. до н. э.. Аретей поддержал и окончательно утвердил это название болезни от греческого слова διαβαίνω — «прохожу сквозь»: жидкость стремительно проходит через организм из-за явлений полидипсии и полиурии у больных с диабетом 1 типа. Вот выдержки из его классического описания болезни:

«Жидкость не остаётся в организме, используя его, как лестницу для того, чтобы скорее его покинуть».

|-
|

«Диабет — ужасное страдание, не очень частое среди мужчин, растворяющее плоть (то есть, Аретей отмечал у таких пациентов похудение) и конечности (вероятно, о явлении диабетической стопы) в мочу. Пациенты, не переставая, выделяют воду непрерывным потоком, как сквозь открытые водопроводные трубы. Жизнь коротка, неприятна и мучительна, жажда неутолима, прием жидкости чрезмерен и не соразмерен огромному количеству мочи из-за еще большего мочеизнурения. Ничего не может удержать их от приема жидкости и выделения мочи. Если ненадолго они отказываются от приема жидкости, у них пересыхает во рту, кожа и слизистые становятся сухими; у пациентов отмечается тошнота, они возбуждены и в течение короткого промежутка времени погибают».

### Неврология: обморок, мигрень, паралич

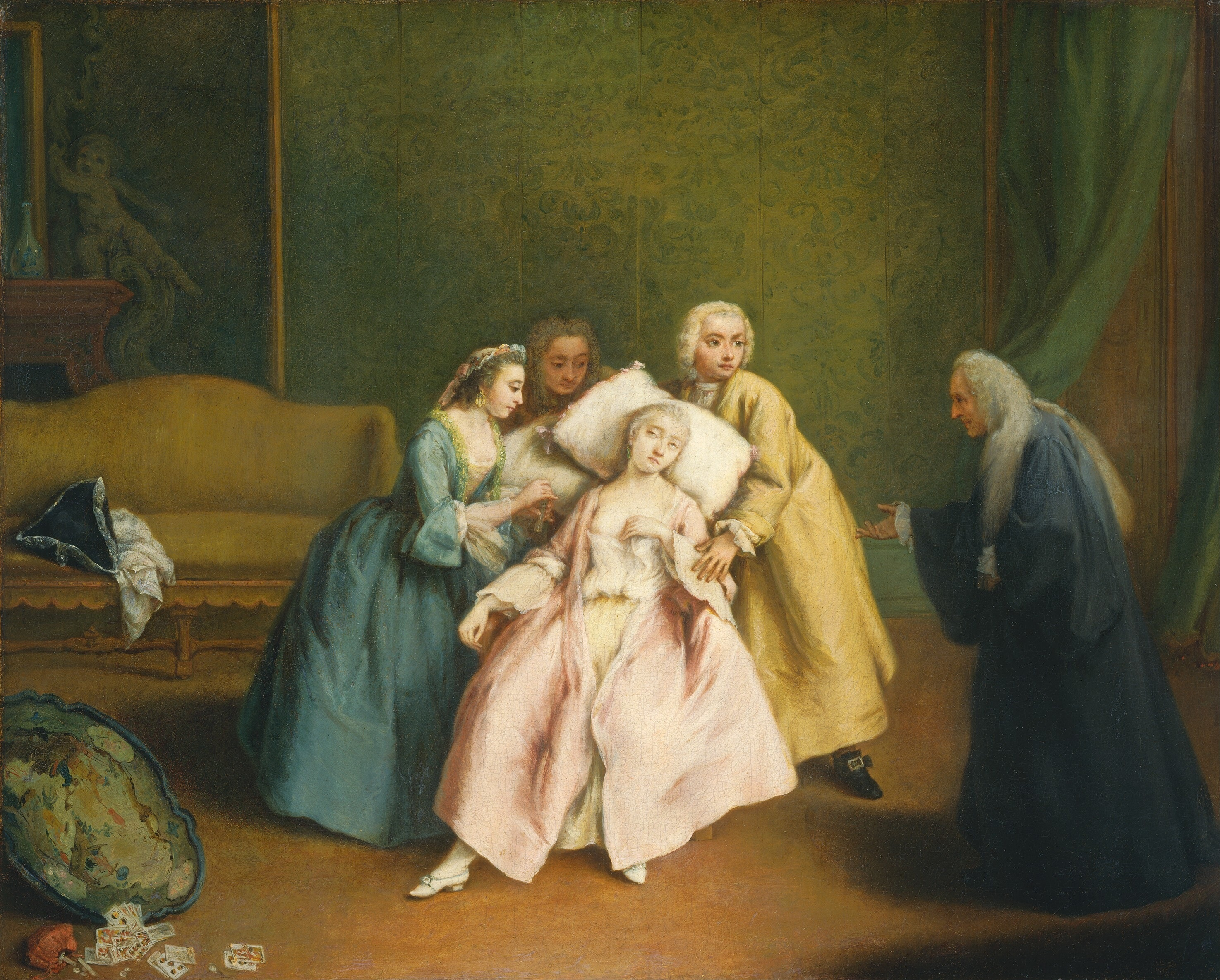
Аретей первым описал клинику обморока. Обморок на картине Пьетро Лонги

Аретей первым описывает клинику такого явления, как обморок, именуя его «синко́па» (др.-греч. ἡ συγκοπή — «обрубание, отсечение»). Он сам утверждает, что болезнь эта известна и названа даже не врачами, а простыми людьми, однако именно Аретей из Каппадокии впервые описывает её с клинической точки зрения. Этиологию его он сводил лишь к нарушению сердечной деятельности.
Аретей из Каппадокии описывает различные виды головной боли. Среди них — первое полное описание симптомов мигрени под названием «гетерокрания» с односторонней головной болью, потливостью, тошнотой и рвотой. Он также провёл дифференциальную её диагностику от других видов головной боли. Отдельно Аретей описал явление, близкое к современному понятию «глазная мигрень», которую лишь в XIX веке описал Хьюберт Эйри.
Аретей подошёл к описанию апоплексии, параплегии, пареза и паралича, с его точки зрения — синонимов, не только с клинической, но и анатомической точки зрения. Он одним из первых описал перекрест двигательных нервов в ЦНС, чем объяснил возникновение паралича на стороне, противоположной локализации очага поражения мозга. Называет он этот перекрест греч. «chiasma». Различал параличи сгибателей и разгибателей. Он первым в истории описал спинномозговой паралич и паралич вследствие поражения головного мозга.

### Инфекционные болезни. Болезни органов дыхания
Из инфекционных болезней Аретей описывает столбняк, гнойный острый тонзиллит и болезни язычка и другие ЛОР-заболевания, холеру, гонорею, дизентерию, дифтерию глотки и лепру.
Аретей Каппадокийский описывает дифтерию как сирийскую и египетскую болезнь, называя её греч. ἐσχάρα (отсюда термин эмар-струн); очевидно, слово еврейского происхождения от глагола ивр. םכר‎  — заткнут. При этом Аретей, перечисляя всевозможные причины этой болезни, не упоминает о том, что она заразна, что было, однако, хорошо известно талмудистам.
Из болезней органов дыхания Аретей описывает плеврит, пневмонию, туберкулёз лёгких, абсцесс лёгкого. Интересно его описание бронхиальной астмы, где Аретей впервые указал на её профессиональный вариант, отметив высокую её частоту у работающих на «пылевых» производствах.

### Болезни органов пищеварения. Целиакия
Аретей из Каппадокии первым описал явление, известное сейчас как «целиакия». Также он описывал уже известные до него илеус, заболевания печени, в том числе желтуху и другие поражения ЖКТ, такие, как колики и понос.

### Другие заболевания
Из других синдромов и заболеваний медик описал лихорадку, острые заболевания, связанные с нижней полой веной, болезни почек и мочевого пузыря, в том числе конкременты в мочевом пузыре, селезёнки, кахексию, асцит, болезни матки, артрит и ишиас, элефантиаз. В курсе элефантиаза Аретей описывает некий «сикоз», который, по Френсису Адамсу, поразительно напоминает проявления сифилиса. Это ещё одно указание на сифилис у Аретея из Каппадокии.

### Анатомия и физиология
Понимание физиологии организма человека у Аретея полностью основано на пневматической философии. Тело состоит из пневмы и 4 жидкостей: крови, слизи, желчи и чёрной желчи. Здоровье поддерживается при правильном смешении этих элементов. Кровь секретирует печень из пищи, слизь секретирует головной мозг, желтую желчь — печень, а чёрную — селезёнка. Центральным органом человеческого организма Аретей считал сердце — местонахождение греч. εμφυτος θέρμη (имманентного тепла) и пневмы. Сердце забирает пневму из лёгких. Дыхание зависит от движений грудной клетки, диафрагмы и лёгких. Касательно нервной системы, то нервы и спинной мозг происходят с головного мозга. Нервы, как сказано выше, перекрещиваются.
Аретей знал много о кровообращении, например, что аорта происходит из сердца и находится слева от полой вены, и несёт пневму к другим органам. Вены, происходящие из печени, несут кровь по всему телу. Содержание артерий светлее, чем вен. Сама печень в основном состоит из крови.
Почки — сетчатый фильтр для мочи, соединённый с мочевым пузырём 2 трубами. Пищеварение происходит в желудке и кишечнике. Воротная вена забирает пищу после переваривания в печень, где она превращается в кровь и движется по полой вене в сердце. Всё это показывает о близости Аретея к современному пониманию физиологии, а особенно кровообращения.

### Методы исследования больных
При обследовании больного Аретей, как и его предшественник Гиппократ, пользовался такими приёмами как перкуссия живота, аускультация сердца, пальпация печени и селезёнки, конечно, в самой примитивной форме. Также он использовал диагностическую аутопсию. Таким образом он описал язвы толстой кишки при колите. Аретей внимательно замечал температуру пациента, частоту дыхания, пульса, выделения, цвет кожи и состояние зрачков.

### Терапевтические и хирургические методы терапии
Терапевтическое лечение Аретей проводил простыми и естественными средствами (диетой, физиотерапией, например, медицинскими банками, которые он однако, применял в крайних случаях), немногочисленными лекарствами и гирудотерапией (также применяемой нечасто). Лечение он проводил более активно, чем Гиппократ. Он использовал слабительные; не отрицал применение наркотических веществ. Аретей Каппадокийский впервые предложил соли аммиака как средство, устраняющее обморочные состояния и «отталкивающее матку вниз» при истерии. Манию и депрессию он лечил полынью горькой и видом чемерицы (чемерица чёрная). Последний способ лечение нередко применялся в античности, а Стивен М. Оберхельман сравнивает его с современной электросудорожной терапией.
Хотя хирургические работы Аретея были утрачены, некоторые аспекты его хирургической деятельности известны. Оперативное лечение Аретеем, как и большинством античных медиков, применялось только при крайней необходимости. Так, по мнению Ф. Адамса, он намекает на тонзиллэктомию, позже в VII веке описанную Павлом Эгинским. Из хирургических явлений он описывает кровотечение. При эпилепсии и головной боли он рекомендовал трепанацию черепа. Аретей проводил катетеризацию мочевого пузыря и намекал на удаление камней из почки, однако отрицательно относился к трахеотомии. Лишь в крайних случаях Артей применял кровопусканиям любого типа, реже чем его современники, хотя он считал их целесообразными при мании и меланхолии.

## Оценки
Ю. В. Каннабих, советский психиатр в «Истории психиатрии» пишет:

«Нельзя не признать, что только что приведенное описание депрессивных, экспансивных, дементных и бредовых картин отличается обилием деталей… О яркости и выпуклости клинических изображений Аретея Каппадокийского уже неоднократно упоминали все, писавшие по истории древней психиатрии».

В. П. Осипов, советский психиатр, профессор, один из врачей, лечивших В. И. Ленина:

«…следует признать, что его наблюдательность граничит с гениальностью; его описания полны, кратки и в то же время детальны: они содержат ряд таких наблюдений и выводов, прочное установление и развитие которых считается приобретением последнего времени; описания Аретэя производят такое впечатление, как будто автор в качестве специалиста-психиатра изучал душевно-больных в условиях не существовавшей в его время больничной обстановки».

Энциклопедия Британника — наиболее полная и старейшая универсальная энциклопедия на английском языке:

«…считается вторым после самого отца медицины по применению проницательности наблюдения и этики в искусстве (врачевания)». (англ. «...is thought to have ranked second only to the father of medicine himself in the application of keen observation and ethics to the art.»).

B. Бopoдyлин — современный российский врач, автор многих медицинских справочников:

«В трудах Аретея приведены наиболее полные и яркие описания психических расстройств в литературе античного мира».

Борьба Аретея с дифтерией отобразилась на марке Транскея.
На второй марке Транскея изображен его вклад в изучение сахарного диабета.

## Список произведений
Результаты многолетних исследований античного врачевателя были изложены Аретеем в 8 книгах: в двух сочинениях, в четырех томах каждое (4 книги «Этиология и симптомы острых и хронических болезней» (др.-греч. Περὶ αἰτιῶν καὶ σημείων ὀξέων καὶ χρονίων παθῶν) и 4 книги «Лечение острых и хронических болезней» (др.-греч. Περὶ θεραπείας ὀξέων καὶ χρονίων παθῶν)): «Этиология и симптомы острых болезней» (2 тома), «Этиология и симптомы хронических болезней» (2 тома), «Лечение острых болезней» (2 тома) и «Лечение хронических болезней» (2 тома). Соответственно, в первом сочинении изложены причины и признаки острых и хронических болезней, а в последнем говорится о способах лечения.
В свои сочинения Аретей включил труд Диоскорида «O простых лекарствах» (лат. De simplicibus medicamentis) и, вероятно, Архигена. Диоскорид также один раз процитировал Аретея.
Хотя ряд его работ (включая хирургию) были утрачены, в оставшихся трудах подробнейшим образом описаны острые и хронические заболевания, их этиология (совокупность факторов, которые привели к уже существующей болезни, их характеристики и терапия). В этих книгах отчётливо видно необычное для того времени сострадание к больным. Вплоть до начала XIX века его труды не имели себе равных.

Фрагмент издания Дж. Гупиля (1554). Лечение диабета, истечения мочи.

Аретей подражал Гиппократу, сочиняя медицинские трактаты на анахроничном ионийском диалекте, благодаря чему и тогдашним современникам и современным учёным он довольно труднодоступен. Впервые сочинения Аретея издал на латыни Дж. П. Красс в Венеции в 1552 в 4 томах, совместно с Руфом Эфесием. Сочинения Аретея из Каппадокии были изданы Дж. Гупилем (Париж, 1554 — первое издание на греческом языке, 4 тома, но более полное, чем у Красса); Дж. Вигганом (Оксфорд, 1723 — значительно улучшенное издание на латыни в фолианте); знаменитым Г. Бургаве (1731 — издание на латыни, менее полное, чем у Виггана, но с ценными комментариями П. Пети, к первым 3 томам и Д. В. Триллера; важное издание К. Г. Кюнна (1828 — 8 томов на латыни и греческом, включая текст Виггана, комментарии Пети, исправления Триллера; Ф. З. Эрмеринсом, (Утрехт, 1847) и (с английским переводом) Адамсом (Лондон, 1856); переведены на немецкий язык Девецом (2 тома, Вена, 1790, 1802 и 1803) и Манном (Галле (Саксония-Анхальт), 1858).
Более недавние стандартные издания: Карл Хьюд (1860—1936) в лат. Corpus medicorum graecorum (Медицинский греческий свод) (2-е издание, Берлин, Академическое издательство, online), 4 книги «Об этиологии и симптомах» напечатаны с аннотацией в двуязычном (греческом и французском) издании, перевод Л. Т. Г. Лаэннека, комментарии М. Д. Грмека, предисловие Даниэль Гуревич, Женева, 2000:
Contributor: Aretaeus, of Cappadocia. Laennec, R. T. H., Grmek, Mirko D., Gourevitch, Danielle. Причины и признаки острых и хронических заболеваний. Французский язык. Избранное = De causis et signis acutorum et diuturnorum morborum. French. Selections. — Genève: Droz, 2000. — 131 с. — (Hautes études du monde gréco-romain; 27). — ISBN 2600004114.
Краткая сводка об изданиях в таблице:
| № п. п. | Издатель                                                                    | Год               | Язык                         | Место                              | Примечания                                                                                                |
| ------- | --------------------------------------------------------------------------- | ----------------- | ---------------------------- | ---------------------------------- | --- |
| 1       | Дж. П. Красс совместно с Руфом Эфесием                                      | 1552              | Латинский язык               | Венеция                            | Первое издание. В 4 томах                                                                                 |
| 2       | Дж. Гупиль                                                                  | 1554              | Греческий язык               | Париж                              | Первое издание на греческом языке, 4 тома, но более полное, чем у Красса                                  |
| 3       | Дж. Вигган                                                                  | 1723              | Латинский язык               | Оксфорд                            | Значительно улучшенное издание в фолианте                                                                 |
| 4       | Г. Бургаве                                                                  | 1731              | Латинский язык               | ?                                  | Менее полное, чем у Виггана, но с ценными комментариями П. Пети к первым 3 томам и Д. В. Триллера         |
| 5       | Дж. Моффат                                                                  | 1785              | Английский язык              | Лондон                             | Одно из 1-х изданий на английском языке                                                                   |
| 6       | К. Г. Кюнн                                                                  | 1828              | Латинский и греческий язык   | Лейпциг                            | 8 томов, включая текст Виггана, комментарии Пети, исправления Триллера                                    |
| 7       | Ф. З. Эрмеринс                                                              | 1847              | Латинский язык               | Утрехт                             | |
| 8       | Девец                                                                       | 1790, 1802 и 1803 | Немецкий язык                | Вена                               | 2 тома, первый перевод на немецкий язык                                                                   |
| 9       | Адамс                                                                       | 1856              | Английский язык              | Лондон                             | Первый перевод на английский язык                                                                         |
| 10      | Манн                                                                        | 1858              | Немецкий язык                | Галле                              | |
| 11      | К. Хьюд                                                                     | 1923, 1958        | Немецкий язык                | Берлин, Академическое издательство | |
| 12      | Перевод Л. Т. Г. Лаэннека, комментарии М. Д. Грмека, предисловие Д. Гуревич | 2000              | Греческий и французский язык | Женева                             | 4 книги «Об этиологии и симптомах» напечатаны с аннотацией в двуязычном (греческом и французском) издании |